# Jozef Baeckelmans
Joseph Jean Marie Baeckelmans (Antwerpen, 29 december 1881 - Schaarbeek, 23 september 1915) was een Belgisch architect en verzetslid. Hij werd tijdens de Eerste Wereldoorlog door de Duitse bezetter veroordeeld voor spionage en gefusilleerd.

## Biografie

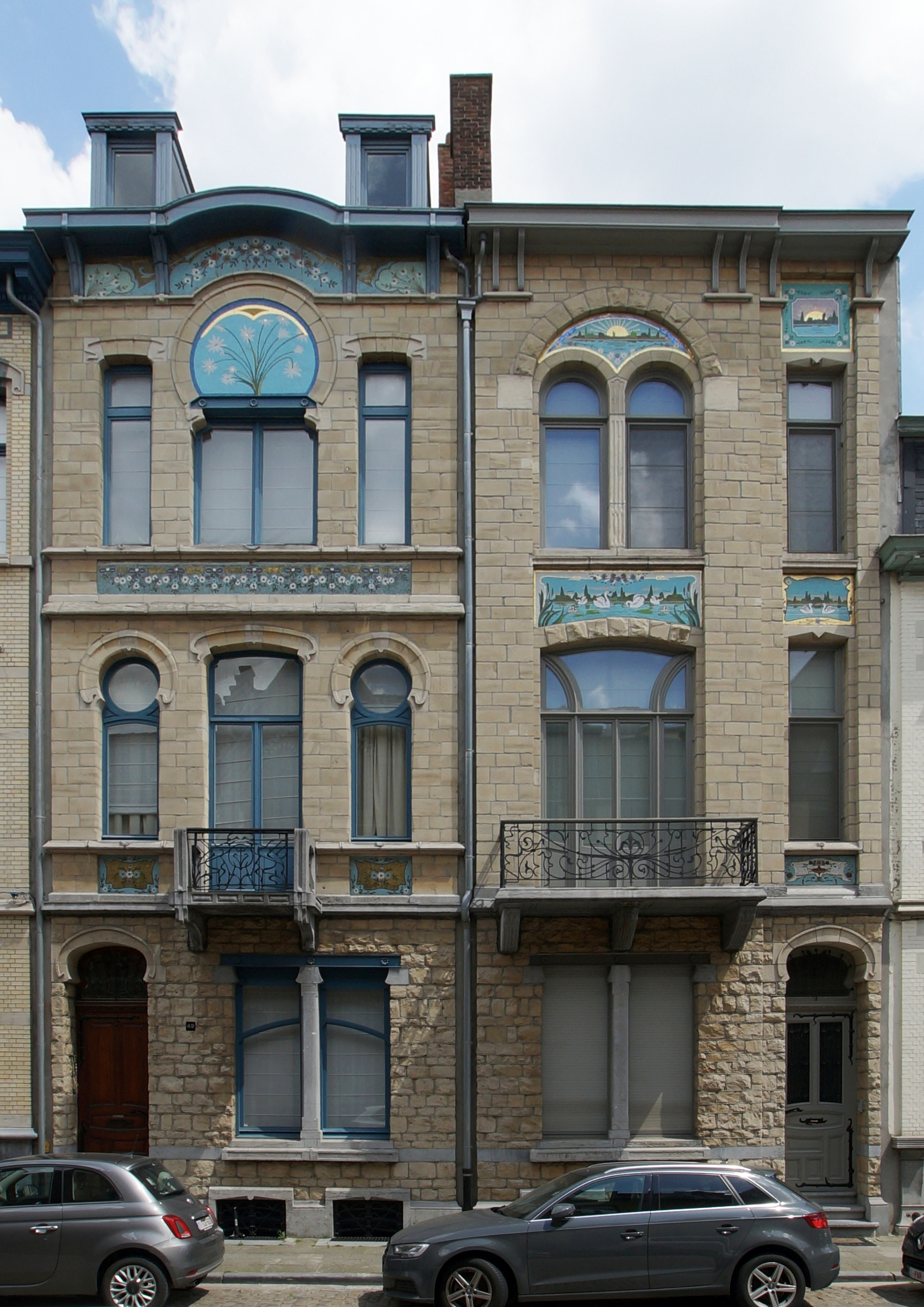
Berchem, Waterloostraat 49 (links) en 51 (rechts). Deze woningen bouwde de architect voor zijn eigen moeder. (1905)

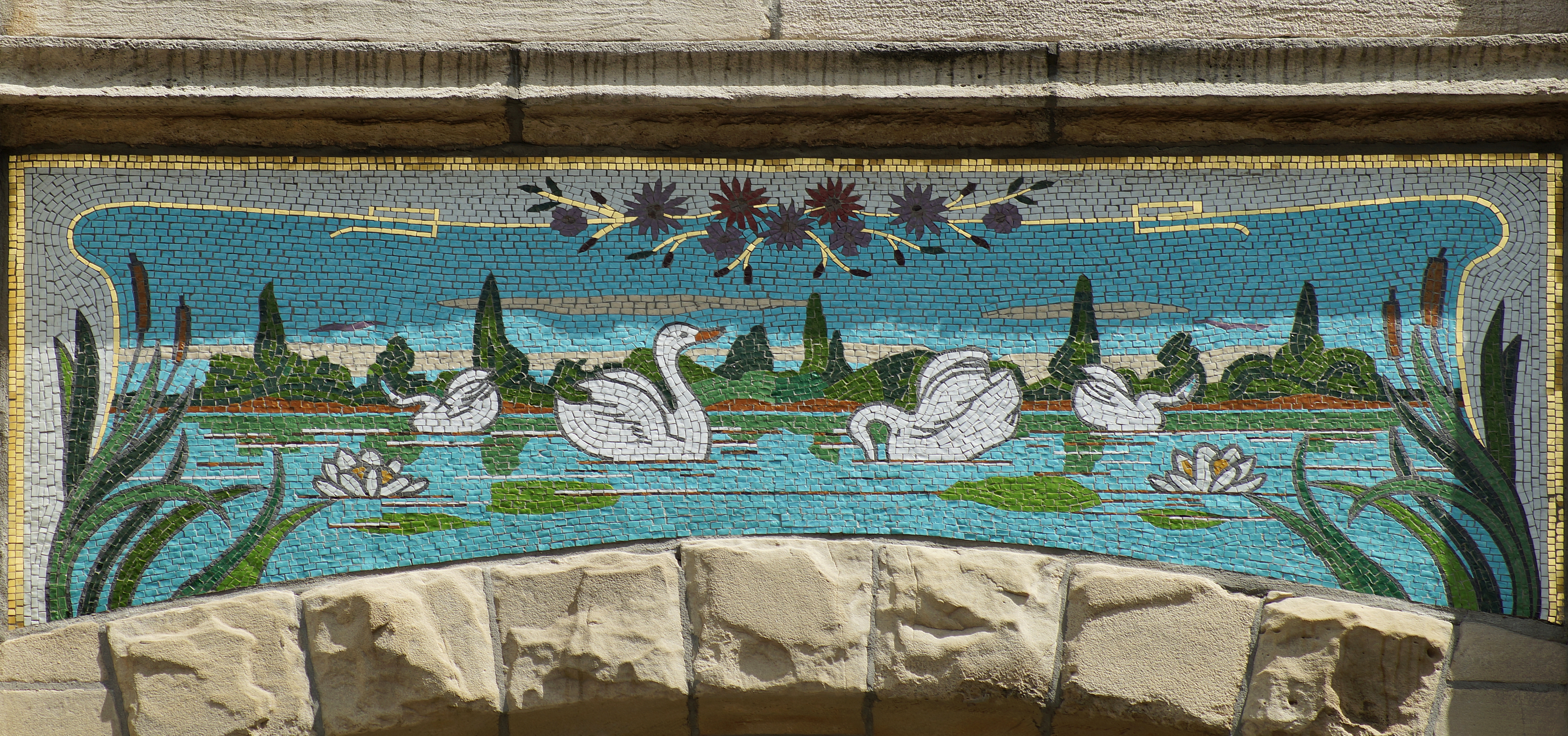
Berchem, Waterloostraat 51 - Detail. (1905)

Baeckelmans was de zoon van Frans Baeckelmans en diens echtgenote, Louise Van Meerbeeck. Net zoals zijn vader en oom, Louis Baeckelmans, was Jozef Baeckelmans architect. Voor de oorlog ontwierp hij verschillende burgerwoningen en winkelhuizen in het Antwerpse, vooral in de wijk Zurenborg. Hij had een jongere broer, Paulus, die geboren werd in 1889.
Toen Baeckelmans begin 1915 in Londen was, werd hij benaderd door Joseph Ide. Ide vroeg hem om terug te keren naar bezet België en daar de spoorwegen te bespioneren. De erg patriottische Baeckelmans stemde hiermee in, keerde in februari van datzelfde jaar via Nederland terug naar België en vatte zijn verzetswerk aan in maart. Hij observeerde het treinverkeer en stelde hierover rapporten op.
Baeckelmans werd op 26 juli 1915 gearresteerd door Polizeistelle A. Hij weigerde tijdens de ondervragingen namen te noemen en werd op 14 september 1915 door een Duitse militaire rechtbank in Brussel ter dood veroordeeld. Op aandringen van zijn familie diende hij een gratieverzoek in, maar tevergeefs.
Baeckelmans en zijn eveneens ter dood veroordeelde vriend Alexander Franck hadden op 23 september 1915 de dubieuze eer om de eerste verzetsstrijders te zijn die door de Duitse bezetter werden gefusilleerd op de Nationale Schietbaan. Bij zijn overlijden was Baeckelmans verloofd met een ander Belgisch verzetslid, Marthe Doutreligne.
Op 17 maart 1919 werd Baeckelmans, samen met 19 andere Antwerpse gefusilleerden, herbegraven in Antwerpen. De lofrede werd die dag uitgesproken door kardinaal Mercier. Zijn graf bevindt zich in Perk P van het Sint-Fredegandus Begraafpark te Deurne. Hij wordt tevens geëerd op het Ereperk der Gefusilleerden waar zijn naam staat op de herdenkingssteen voor de 35 gefusilleerden tijdens de Eerste Wereldoorlog staat.

## Oeuvre(Selectie)[1]
Doordat Jozef Baeckelmans redelijk jong stierf, bleef het aantal door hem gebouwde woningen eerder beperkt.
- 1903: Waterloostraat 65, Antwerpen. Burgerhuis. Eclectische stijl.
- 1903: Guldenvliesstraat 62,  64 en 66, Berchem. Geheel van drie woningen in art nouveau.
- 1903: Guldenvliesstraat 60, Berchem. Winkelhuis met bovenliggende appartementen in neo-Vlaamse-renaissancestijl.
- 1905: Waterloostraat 49 en 51, Berchem: Twee huizen in art nouveau, gebouwd voor zijn eigen moeder. De gevels van deze woningen zijn versierd met bijzondere mozaïek.
- 1905: Dolfijnstraat 55, 57 en 59, Antwerpen. Drie woningen in art nouveau.
- 1908: Transvaalstraat 28, Berchem. Groot burgerhuis. Eclectische stijl.
- 1909: Dolfijnstraat 61, 63 en 65, Antwerpen. Drie burgerhuizen. Eclectische stijl.
- 1912: Lange Nieuwstraat 93 en 95, Antwerpen. Twee betrekkelijk kleine winkelhuizen in neo-classicistische stijl.
- 1914: Rijnpoortvest 8, Antwerpen. Huisnummer 10 geïntegreerd als spiegelbeeld in nummer 8.  Twee panden in art-nouveaustijl, gebouwd voor kantoor en bewoning. Dit grote huis was het laatste dat door Jozef Baeckelmans gebouwd werd, voor zijn tragische dood.

## Illustraties

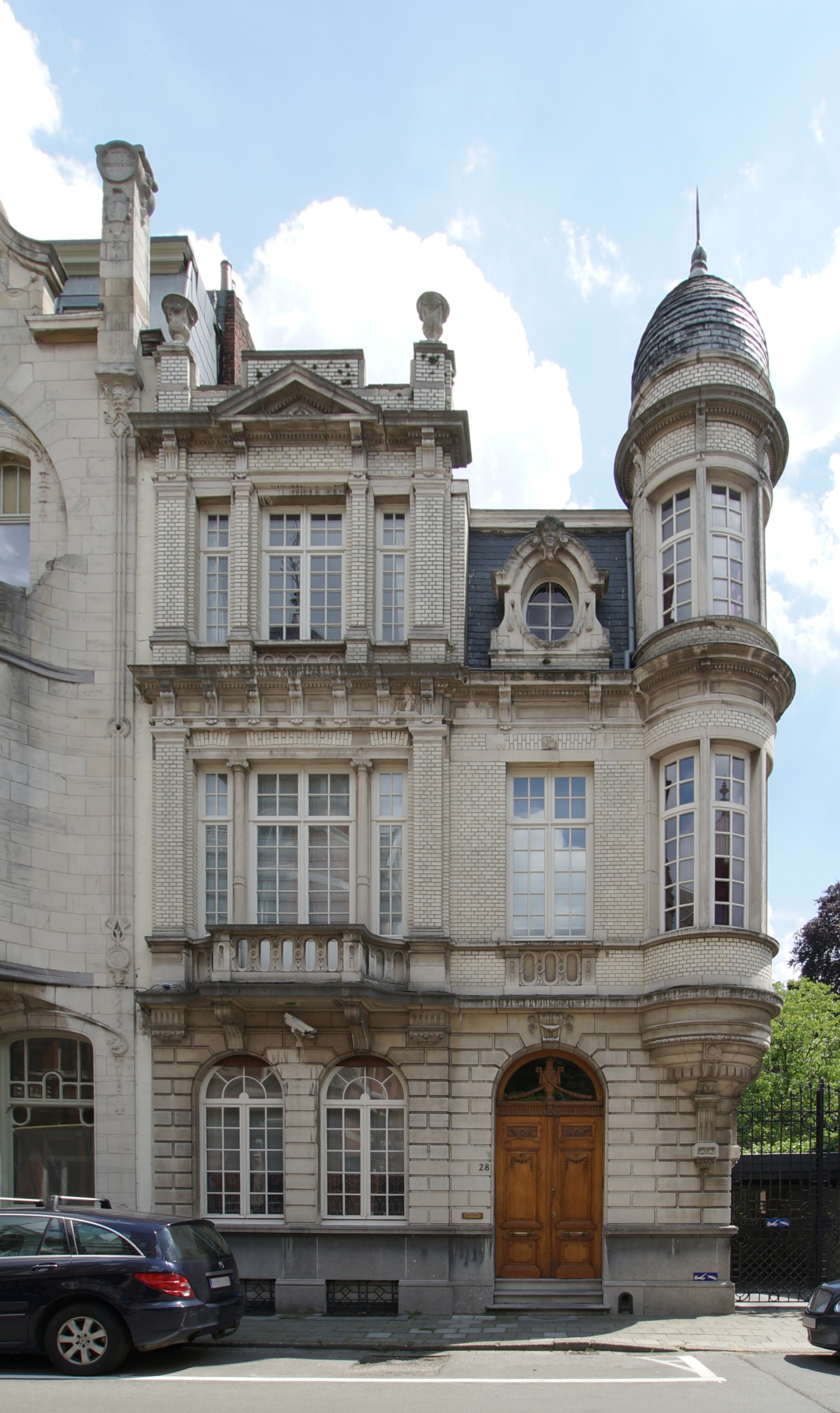
Berchem, Transvaalstraat 28 (1908).
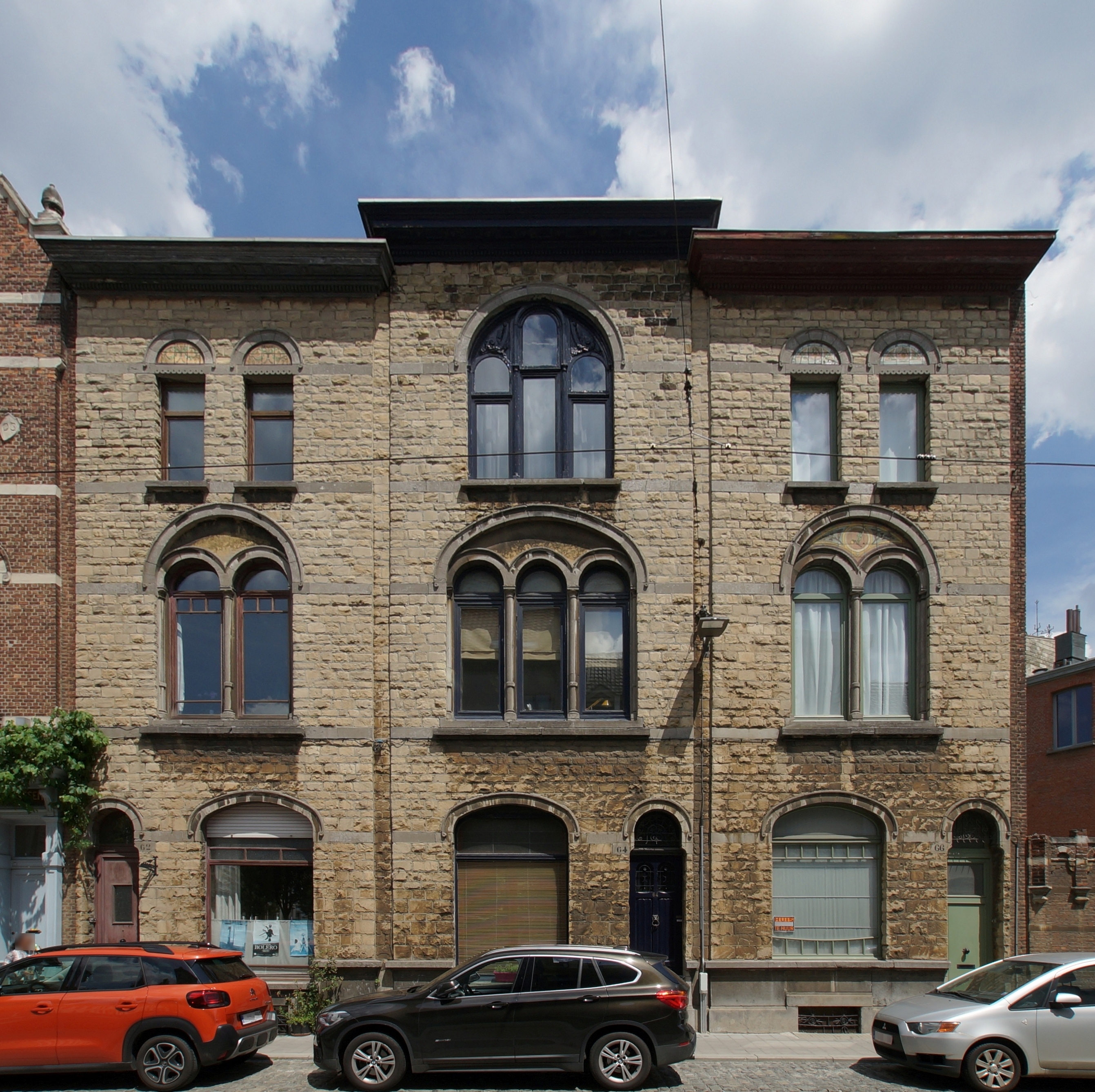
Berchem, Guldenvliesstraat 62-64-66 (1903).
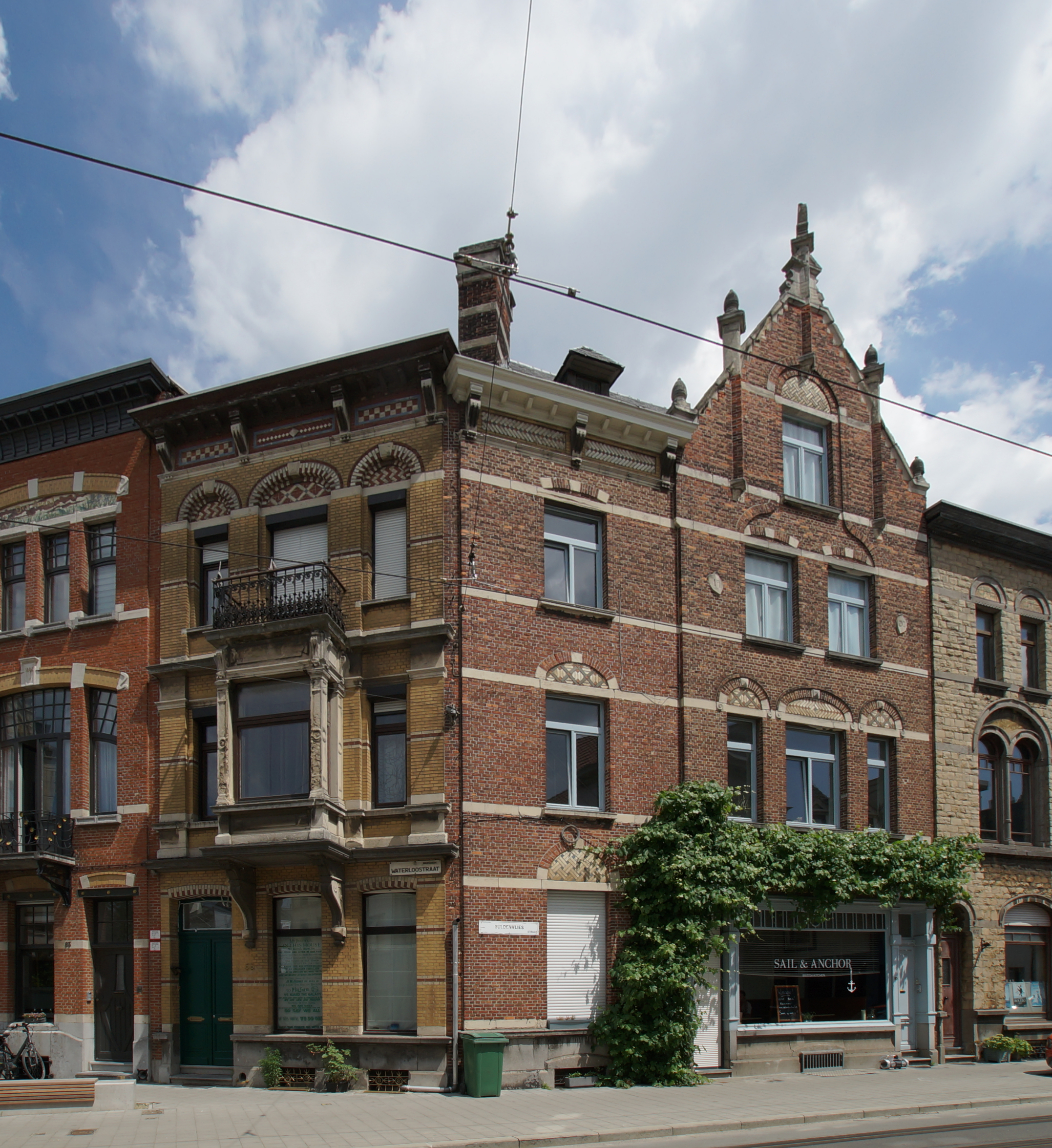
Berchem, Waterloostraat 65 (links) en Guldenvliesstraat 60 (rechts) (1903).
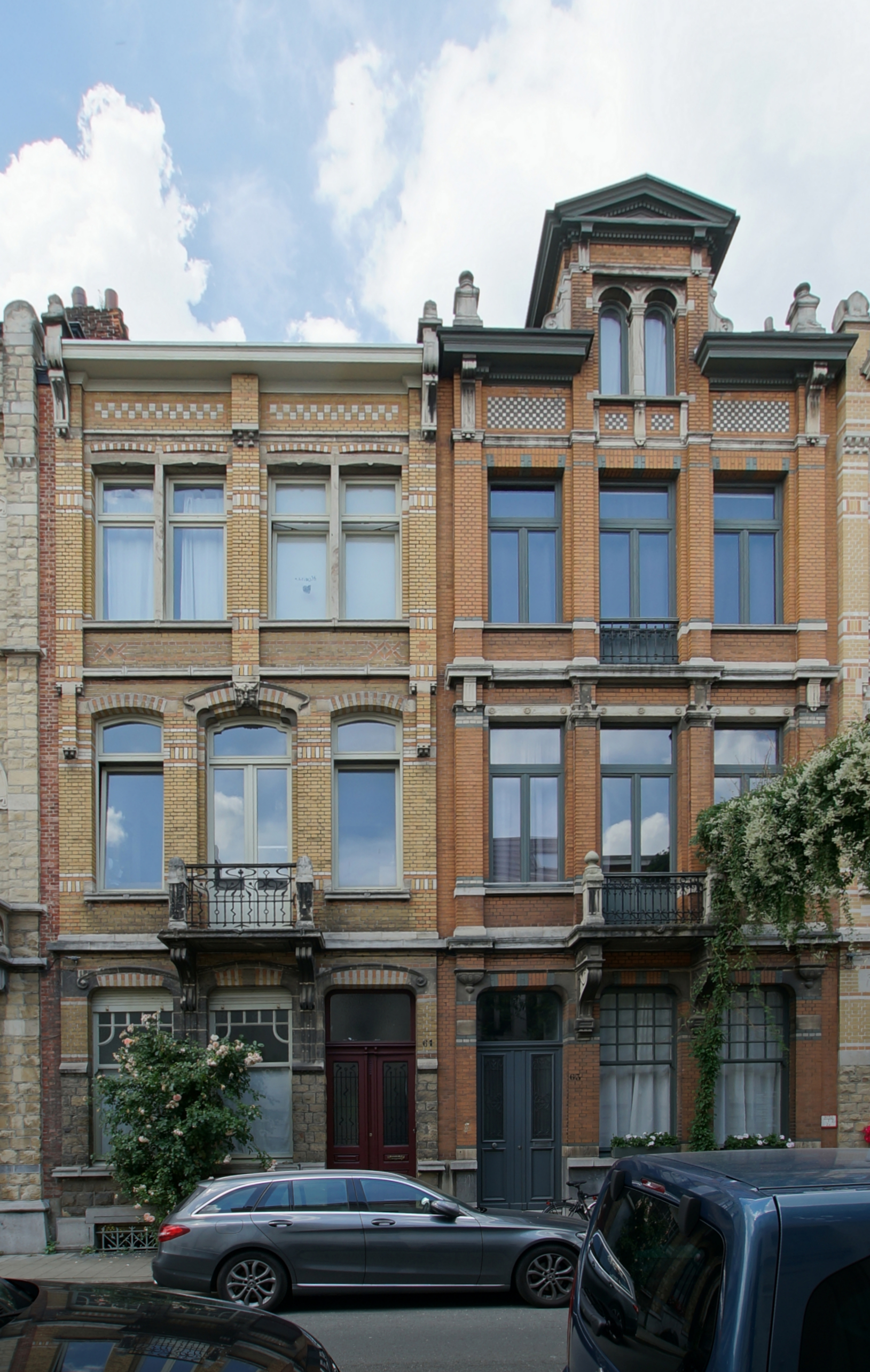
Antwerpen, Dolfijnstraat 93 (links) en 95 (rechts) (1909).
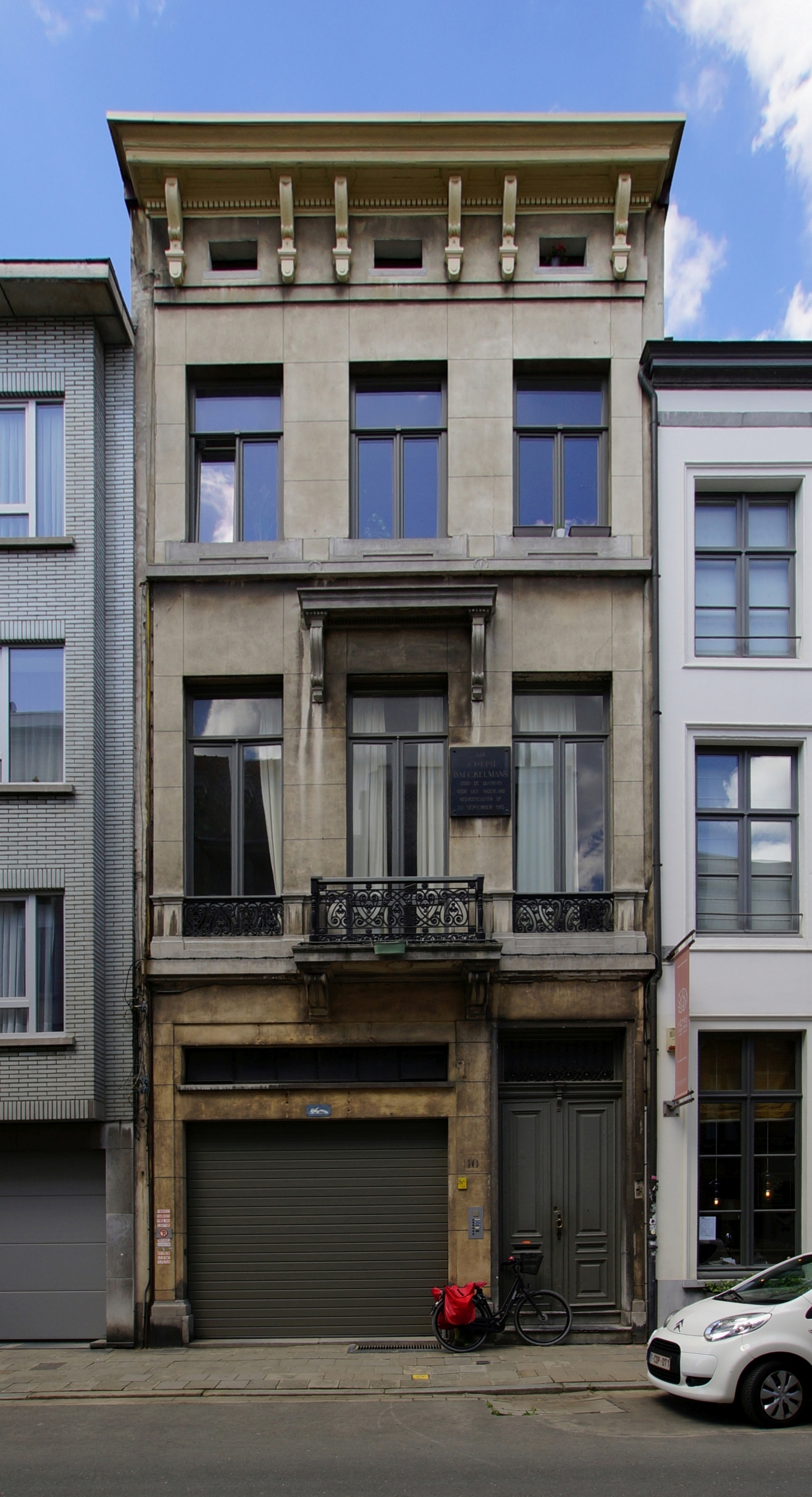
Huis, van 1908 tot 1914 bewoond door Jozef Baeckelmans, samen met zijn moeder. Zie de gedenksteen op de eerste verdieping.
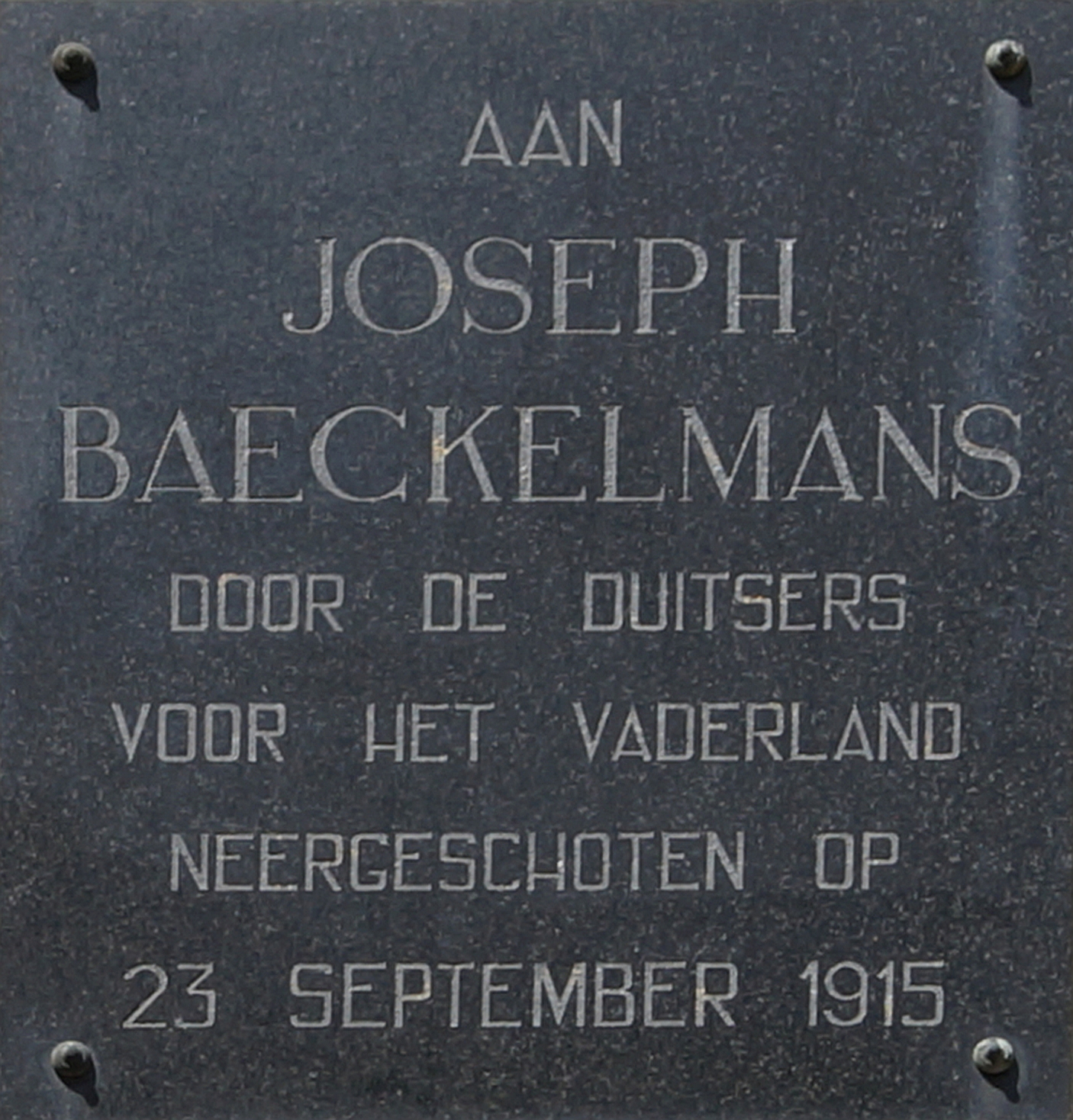
Gedenksteen aan de woning van Jozef Baeckelmans. Bredestraat 10, Antwerpen.